# Young World: The Future
Young World: The Future è il primo album in studio del rapper statunitense Lil' Zane, pubblicato il 22 agosto 2000 dalla Priority Records.

## Tracce
1. Top Down (feat. Luther Campbell) – 4:33 (Zane Copeland Jr., Scahdrac Meshac Milhomme, A. Gilmore, S. Bishop)
2. M.O.N.E.Y. – 3:38 (Zane Copeland Jr., Irvin Folmar, Anthony Dent, Marquese Holder)
3. Callin' Me (feat. 112) – 4:17 (Zane Copeland Jr., Dominick Warren, Irvin Folmar, Kenneth Jones)
4. What Must I Do (feat. Akon) – 3:44 (Zane Copeland Jr., Aliaume Damala Badara Akon Thiam, Mor Thiam)
5. Die Famous – 4:57 (Zane Copeland Jr., Antonio Mobley, Ken Fambro)
6. Partners Come Along Too – 4:22 (Zane Copeland Jr., Dominick Warren, Irvin Folmar, Kenneth Jones)
7. None Tonight – 4:26 (Zane Copeland Jr, Dyonna Lewis, Ricciano Lumpkins)
8. Ride on 'Em – 4:09 (Zane Copeland Jr., Dominick Warren, Irvin Folmar, Kenneth Jones, Ellis Davis)
9. Ways of the World – 4:33 (Dominic Miller, Gordon Sumner)
10. All About the Fun (feat. Da Howg e Angennetta Boys) – 4:28 (Zane Copeland Jr., William Lamar, Kevin Wales, Larry Troutman, Roger Troutman, Shirley Murdock, Troy "Tha Rolla" Sanders, F. Davis)
11. What's Up – 3:45 (Zane Copeland Jr., Aliaume Damala Badara Akon Thiam, Mor Thiam)
12. You Must Really Love Me – 3:40 (Zane Copeland Jr., Scahdrac Meshac Milhomme, Gary White, Kevin Wales)
13. Too Hot to Stop – 3:12 (Zane Copeland Jr., George Brown)
14. Beautiful Feelin' – 3:58 (Zane Copeland Jr., William Andress)
15. We Ain't the One – 8:02 (Zane Copeland Jr., Randy Muller) – contiene la traccia nascosta You Don't Wanna Fuck With Us

## Successo commerciale
Young World: The Future ha esordito al 25º posto della Billboard 200 con 40 000 copie vendute, segnando il suo primo ingresso nella classifica statunitense. L'album è rimasto 20 settimane in classifica.

## Classifiche
| Classifica (2000) | Posizione massima |
| ----------------- | ----------------- |
| Stati Uniti       | 25                |